# Chantransia
Chantransia A.P. de Candolle, 1801  é o nome botânico de um gênero de algas vermelhas pluricelulares da família Lemaneaceae.

## Espécies
Atualmente apresenta 1 espécie taxonomicamente aceita:
- Chantransia richardsii (Skuja) Vis, Entwisle, J.A. West & Ott, 2006